# Guglielmo Ratcliff
Guglielmo Ratcliff ist eine Oper in vier Akten von Pietro Mascagni. Sie wurde größtenteils vor Mascagnis Erfolg Cavalleria rusticana (Uraufführung 1890) fertiggestellt und gilt somit als seine erste Oper. Das Libretto stammt von Andrea Maffei nach der Tragödie William Ratcliff von Heinrich Heine, die 1823 erschienen war. Die Uraufführung fand am 16. Februar 1895 im Teatro alla Scala in Mailand statt. Guglielmo Ratcliff war Mascagnis liebste Oper, die Titel-Figur gilt als eine außerordentlich anspruchsvolle Tenor-Partie. Ein Orchesterstück Andante lento e sostenuto inmitten des dritten Aktes wurde als Intermezzo (auch betitelt Il sogno di Ratcliff, „Ratcliffs Traum“) bekannt und fand Verwendung in der Filmmusik zu Wie ein wilder Stier.

## Handlung
Die etwa zweistündige, tragisch-romantische Oper spielt um 1820 im Norden Schottlands.

### Erster Akt
Graf Douglas, der Verlobte Marias, erreicht das Schloss von Lord MacGregor, dem Vater Marias. Er berichtet, wie er in der Nähe von Verbrechern angegriffen und von einem unbekannten Ritter gerettet wurde. Maria fällt in Ohnmacht, erholt sich aber schnell wieder. MacGregor erzählt Douglas von Marias erfolglosem Verehrer Gugliemo Ratcliff. Aus Rache forderte Ratcliff die beiden nächsten Verehrer von Maria zum Duell und tötete sie. MacGregor berichtet, dass Ratcliff Douglas ebenfalls zum Duell bei Black Rock herausgefordert hat, wie ihm Lesley mitteilte.

### Zweiter Akt
In einer von Verbrechern und Betrügern besuchten Kneipe hält der Wirt Tom seinen Sohn Willie auf dem Schoß und bittet ihn, das Vaterunser zu beten. Als dieser lediglich „Und führe uns nicht in Versuchung“ zitiert, schickt ihn sein verärgerter Vater mit dem Kommentar, dass er noch enden werde wie die Gäste der Kneipe, hinaus. Unterdessen berichtet im Gastraum Ratcliff seinem Freund Lesley, wie Marias Ablehnung ihn ärgert und dass er jeden, der ihr Herz erobert, töten wird, wie schon ihre zwei Verehrer zuvor, deren Geister ihn seither verfolgen.

### Dritter Akt
Douglas erreicht Black Rock, den Ort, an dem Ratcliff sich mit ihm duellieren will. Als Ratcliff ankommt, merkt Douglas, dass er der Ritter ist, der ihn vor den Verbrechern gerettet hat. Douglas gewinnt das Duell, weigert sich aber, den angeschlagenen Ratcliff zu töten.

### Vierter Akt
In ihren Gemächern bereitet sich Maria für die Hochzeit mit Douglas vor. Ihre Gehilfin Margherita erzählt ihr währenddessen vom Tod der Mutter Marias, Elisa, und deren unglückliche Liebesgeschichte mit Edward, Guglielmo Ratcliffs Vater. Vor der Hochzeit mit MacGregor, die ein Fehler war, waren Elisa und Edward ein Liebespaar, heirateten jedoch jeweils andere Partner. Da sie aber nicht voneinander lassen konnten, führten sie eine geheime Liebesbeziehung. Als MacGregor dies erfuhr, tötete er Edward, Elisa starb daraufhin am Kummer.
Der blutende Gugliemo Ratcliff betritt den Raum und bittet Maria, mit ihm zu gehen. Die Geschichte ihrer Mutter noch vor Augen, überlegt Maria kurz, bittet Ratcliff dann aber zu gehen. Dieser wird daraufhin zornig und tötet Maria und ihren herbeieilenden Vater. Anschließend tötet er sich selbst. Die Oper endet mit seinen letzten Worten „O Maria, vengo a te! Son qui, soave Maria!“ („O Maria, ich komme zu Dir! Ich bin hier, meine süße Maria!“)

## Entstehung
Guglielmo Ratcliff ist Mascagnis erste Oper und wurde 1888 parallel zu seiner Anstellung als Dirigent des Orchesters in Cerignola fertiggestellt. Zunächst konnte sich kein Impresario für das Erstlingswerk begeistern, dies änderte sich erst nach dem Durchbruch Mascagnis mit Cavalleria rusticana ein Jahr später. 1895 wurde Guglielmo Ratcliff in Mailand dann mit großem Erfolg uraufgeführt. Heinrich Heines Tragödie diente damit neben César Cuis Oper William Ratcliff (1861–1868) und Volkmar Andreaes Oper Ratcliff aus dem Jahre 1914 als Vorlage für drei Opern.